# Râul Drincea
Râul Drincea este un curs de apă, afluent al Dunării. 
Localități traversate Drincea, Punghina și Braniste
Râul Saracov este un fluent al râului Drincea și izvoraste din Valea Saracov zona Scorila, Prisaceaua